# 비겐탈역
비겐탈역(독일어: Bahnhof Bigenthal)은 스위스 베른주 발크링엔 지자체에 있는 기차역이다. BLS AG의 표준궤 부르크도르프-툰선에 있다.

## 운행편
2020년 12월 시간표 변경에 따라 다음 서비스가 비겐탈에서 정차한다.
- 레기오 : 툰과 졸로투른 사이의 매시간 운행